# Chronobiologie de la migration
La migration est un phénomène touchant de nombreux animaux. Il s’agit d’un phénomène journalier ou circannuel qui assure la survie d’un individu ou d’une espèce. Pour cela, les organismes ont développé des horloges circadiennes synchronisées par différents processus afin de savoir quand et comment migrer. De nombreux facteurs tels que le photopériodisme, la température et les stimuli environnementaux entraînent la migration.
Même si la migration est souvent associée aux oiseaux, plusieurs espèces animales sont dites migratrices comme par exemple les insectes, les mammifères, les poissons etc.
Les facteurs endogènes et exogènes influençant les mécanismes de l’horloge interne migratoire peuvent être différents selon les espèces.
Il est à noter que la migration a certaines répercussions sur les stades du cycle circannuel des espèces.

## Orientation de la migration
Pour certaines espèces la migration peut faire appel à des mécanismes complexes leur permettant de s’orienter. En effet, certaines espèces d’oiseaux semblent ajuster leurs mécanismes de navigation en fonction de l’environnement et l’axe sur lequel elles migrent. Le vol est un processus physiologique très coûteux énergétiquement, le concept temporel est donc important afin de les aider à établir un bon rythme.
Lorsque le vol se déroule en journée, les oiseaux utilisent l’azimut afin de s’orienter ainsi que leur horloge circadienne interne afin de mieux diriger leur trajectoire en conséquence de l’heure et du moment de la journée.
Chez les espèces migratrices sur l’axe d’Est-Ouest, il est important pour elles d’ajuster leurs horloges internes une fois arrivé à destination finale au risque de vivre à nouveau sur le rythme de leur précédente localisation. Pour ces espèces ne pas adapter leurs horloges internes en fonction de leur destination finale pourrait avoir des conséquences sur leur rythmes internes.
Chez les espèces qui migratrices sur l’axe Nord-Sud, les rythmes endogènes s’ajustent tout au long du processus lors des arrêts qui sont effectués. C’est aussi grâce à leur horloge ajustée qu’ils déterminent à quel moment reprendre leur route.
Chez les insectes comme les Monarques, l’orientation de la migration est influencée par l’exposition à la lumière. Chez un individu placé dans des conditions se rapprochant à celles que l’on retrouve en automne orientait leur trajectoire afin de migrer vers le Sud-Ouest. Chez les individus placés dans des conditions printanières orientaient leur trajectoire, vers le Sud-Est. L’horloge interne et la lumière jouent un rôle essentiel dans l’orientation de la migration de ces espèces, un débalancement pourrait affecter la migration,.
Il est a noté qu’il y a des voies d’entrée de la lumière distincte pour la stimulation du comportement de vol orienté (UV-dépendante) et l'entraînement de l’horloge circadienne (UV-indépendante).

## Un cycle circadien indépendant des rythmes
Des chercheurs ont cherché un lien possible entre les rythmes endogènes et un phénomène circannuel tel que la migration. 
Des oiseaux d’une famille migratrice furent capturés après leur naissance et isolés dans une cage où aucun phénomène périodique à caractéristique saisonnière ne pouvait se faire sentir (cycle de 10h de lumière:14h de noirceur). 
Toutefois, les sujets présentent des changements physiologiques saisonniers comme par exemple, la mue. De plus, lors de la mue, les oiseaux prennent une soudaine prise de poids spontanée et démontrent une forme de frénésie et vigueur dans leurs comportements. Ces changements physiologiques et comportementaux démontrent que malgré l’absence d’exposition aux changements de saisons, les rythmes endogènes de l’oiseau s’adaptent en fonction du phénomène circannuel, dans notre cas, la migration. Dans la nature, les rythmes endogènes des espèces migratrices sont synchronisés en fonction des facteurs environnementaux qui les influences. Le cycle circadien et les rythmes circannuels interagissent entre eux, mais sont indépendants.

## Photopériodisme
Pour certaines espèces, comme les oiseaux, les changements au niveau de la durée de la phase de jour, le photopériodisme, est un calendrier saisonnier et un déclencheur de la migration de retour.
La migration automnale des oiseaux est due à un effet du raccourcissement des jours. Cependant, les mécanismes en cause de la migration aller ne sont pas encore bien compris. Il est également la cause de la migration chez les insectes.
Le photopériodisme dépend de la latitude, mais également du crépuscule qui est le léger éclairement du ciel lorsque le soleil se situe sous l’horizon directement après le coucher du soleil. 
Tout au long de l’année, la photopériode à l’équateur reste la même avec un rapport jour/nuit de 12:12. Comme celle-ci reste stable,  le photopériodisme n’est pas en mesure de déclencher la migration de retour pour les longs migrateurs de l’hémisphère nord qui migrent de part et d’autre de l’équateur. C’est le seul moment où il ne peut pas déclencher la migration de retour. Pour remédier à cela, la programmation circannuelle est utilisée par les oiseaux afin d’être au fait sur le meilleur moment pour retourner. Plus on s’éloigne de l’équateur et plus les signes de la photopériode sont prononcés.
Pour certains stades annuels, la photopériode donne d’importantes informations, tandis qu’à d’autres stades du cycle annuel, l’impact de la disponibilité de la nourriture et de la température ambiante sera plus grand. Les oiseaux exposés plus longuement à la lumière tendent à se préparer plus tôt pour la migration.
Le cycle circadien et les rythmes circannuels interagissent, mais ne sont pas dépendants. Les rythmes circannuels prennent part dans le calendrier saisonnier pendant que les rythmes circadiens contrôlent la maintenance des comportements prévus selon les saisons sur une base quotidienne. 
Dans la majorité des cas, les cycles d’augmentation et de diminution de la photopériode synchronisent les rythmes circannuels des oiseaux.

## Rôle de la mélatonine
Certaines espèces diurnes migrent durant la nuit et présentent ce que l’on appelle le Zugunruhe. Chez les populations migratrices nocturnes, les niveaux nocturnes de mélatonine sont plus faibles pendant la période migratoire. De plus, chez d’autres espèces non migratrices mais présentant une activité de nuit, le niveau de mélatonine n’est pas réduit. Ainsi il existe une relation fonctionnelle entre le Zugunruhe et la sécrétion de mélatonine.
La mélatonine, impliquée dans les cycles jour-nuit est impliquée dans le contrôle du mouvement migratoire. La mélatonine est sécrétée pendant la nuit chez toutes les espèces de mammifères, indépendamment de leurs schémas d'activité. Elle a un effet sur les migrations automnales mais aucun effet sur les printanières. Ainsi, il existe des différences saisonnières dans la sensibilité du programme migratoires aux facteurs hormonaux. Chez les animaux se reproduisant dans l’hémisphère Nord, l’importance de l’arrivée en temps et en heure pour se reproduire est d’une importance capitale. Le contrôle hormonal du programme migratoire doit donc être plus rigide à cette période, d’où cette différence.
Il est à noter qu’il a été montré que la disponibilité en nourriture augmentait la quantité de Zugunruhe et que les animaux les plus gras présentaient un Zugunruhe beaucoup plus important que les maigres.

## Conséquences de la migration
Au cours de la migration, des décalages dans les stades du cycle des oiseaux migrant à long termes se produisent. Ces déphasages sont causés par des arrêts moins fréquents lors de la migration ou aux conditions météorologiques moins propices du lieu où ils s'arrêteront. Ainsi, afin de respecter leurs activités dans le cycle annuel, les oiseaux corrigent ces décalages en ajustant leur horloge biologique dans le calendrier saisonnier.Pour cela, ils vont par exemple s'arrêter dans des régions afin de la régler. 
Cependant, ils finissent parfois par devoir reporter ces décalages afin de prioriser les cycles de reproduction car les grossesses tardives ne sont pas bénéfiques à l’espèce (choix du partenaire restreint, fin de la période d’ovulation). Ainsi, certaines espèces choisissent de régler les phases du cycle annuel en combinant des processus importants. En effet, certaines vont muer tout en se reproduisant, pour d’autres arrêter la mue en automne et la reprendre au printemps ou bien de muer plus rapidement. Chaque espèce à sa propre flexibilité quant à la manière de faire varier son cycle.
Quelques rares espèces migratrices sont en mesure de conserver une constance dans leur cycle circannuel. Des études montrent une grande constance dans le calendrier de la migration des Barges rousse et les Gobemouches à collier.

## Impact de l’homme sur la migration
La lumière nocturne perturbe la migration verticale quotidienne de Daphnia retrocurva entraînant un changement de leur horloge. Ce qui a provoqué une modification du chevauchement temporel avec leur nourriture, contribuant à une augmentation de la biomasse d'algues dans les eaux côtières.
La lumière nocturne peut également affecter la pollinisation par les insectes nocturnes, car ils modifient leur activité au cours du cycle de 24 heures conduisant à des taux de pollinisation plus faibles.
La lumière est le principal synchroniseur de l’horloge biologique, ce n’est donc plus un indice fiable pour les animaux car leur horloges sont modifiées. Pour cause le changement rapide du climat, l’utilisation de la lumière artificielle et l’urbanisation.